# Panaxia medionigra
Panaxia medionigra är en fjärilsart som beskrevs av Edward Alfred Cockayne 1928. Panaxia medionigra ingår i släktet Panaxia och familjen björnspinnare. Inga underarter finns listade i Catalogue of Life.